# Hôtellerie du Panier Fleury
L'hôtellerie du Panier Fleury est situé à Tours, au 2 rue du Panier-Fleuri. Le monument fait l’objet d’une inscription au titre des monuments historiques depuis 1946.